# Li Ling (Stabhochspringerin)
Li Ling (chinesisch 李 玲, Pinyin Lǐ Líng; * 6. Juli 1989 in Puyang) ist eine chinesische Leichtathletin, die sich auf den Stabhochsprung spezialisiert hat. Sie ist aktuelle Inhaberin des Asienrekordes in dieser Disziplin und mit vier Titeln bei Asienmeisterschaften sowie zwei Siegen bei Asienspielen ist sie die erfolgreichste asiatische Stabhochspringerin der Gegenwart.

## Sportliche Laufbahn
Erste internationale Erfahrungen sammelte Li Ling bei den Juniorenweltmeisterschaften 2006 in Peking, bei denen sie das Finale erreichte, dort aber ohne eine übersprungene Höhe ausschied. 2007 nahm sie an den Asienmeisterschaften in der jordanischen Hauptstadt Amman teil, überquerte aber auch dort keine Höhe. Bei den Olympischen Spielen 2008 in Peking und bei den Weltmeisterschaften 2009 in Berlin schied sie in der Qualifikation aus. 2009 belegte sie auch bei der Sommer-Universiade in Belgrad mit 4,30 m den sechsten Platz. Zudem gewann sie bei den Asienhallenspielen in Hanoi die Goldmedaille mit übersprungenen 4,45 m und bei den Ostasienspielen in Hongkong Silber hinter der Südkoreanerin Lim Eun-ji. 2010 scheiterte sie bei den Hallenweltmeisterschaften in Doha in der ersten Runde und gewann Silber bei den Asienspielen in Guangzhou. Im Jahr darauf folgte einer Silbermedaille bei den Asienmeisterschaften in Kōbe ein weiteres Vorrundenaus bei den Weltmeisterschaften in Daegu. Bei den Studentenweltspielen in Shenzhen schied sie ohne eine gültige Höhe in der Qualifikation aus. 2012 siegte sie mit 4,50 m bei den Hallenasienmeisterschaften in Hangzhou und schied bei den Olympischen Spielen in London mit 4,25 m in der Qualifikation aus.
2013 siegte sie mit 4,54 m bei den Asienmeisterschaften in Pune, wurde Elfte bei den Weltmeisterschaften in Moskau und stellte bei den Chinesischen Nationalspielen mit 4,65 m einen Asienrekord auf. Im darauffolgenden Jahr triumphierte sie beim Leichtathletik-Continental-Cup 2014 in Marrakesch und bei den Asienspielen im südkoreanischen Incheon, dabei egalisierte sie den Meisterschaftsrekord ihrer Landsfrau Gao Shuying von 4,35 m. 2015 verbesserte sie bei den Asienmeisterschaften in Wuhan ihren Kontinentalrekord auf 4,66 m, siegte bei der Sommer-Universiade in Gwangju und wurde Neunte bei den Weltmeisterschaften in Peking. 2016 verbesserte sie den Asienrekord bei den Hallenasienmeisterschaften in Doha ein weiteres Mal auf 4,70 m und setzte sich damit deutlich von der Konkurrenz ab. Bei den Olympischen Spielen in Rio de Janeiro schied sie mit 4,55 m in der Qualifikation aus. 2017 galt sie als große Favoritin für die Asienmeisterschaften in Bhubaneswar, musste sich dort aber ihrer erst 17-jährigen Landsfrau Chen Qiaoling mit 4,20 m geschlagen geben. 2018 nahm sie zum dritten Mal an den Asienspielen in Jakarta teil und siegte auch dort mit neuem Meisterschaftsrekord von 4,60 m vor der Thailänderin Sukanya Chomchuendee. Im Jahr darauf gewann sie bei den Asienmeisterschaften in Doha mit übersprungenen 4,61 m bereits ihre Dritte Goldmedaille bei diesen Meisterschaften. Sie qualifizierte sich damit auch für die Weltmeisterschaften ebendort im Oktober, bei denen sie mit 4,50 m im Finale den geteilten 13. Platz belegte. 2021 nahm sie an ihren vierten Olympischen Spielen in Tokio teil, schied dort aber bei nassen Bedingungen ohne einen gültigen Versuch in der Vorrunde aus.
2022 klassierte sie sich bei den Weltmeisterschaften in Eugene mit 4,60 m im Finale auf dem sechsten Platz. Im Jahr darauf siegte sie zum vierten Mal bei den Asienmeisterschaften in Bangkok und egalisierte dort mit 4,66 m ihren eigenen Meisterschaftsrekord aus dem Jahr 2015. Kurz darauf schied sie bei den Weltmeisterschaften in Budapest mit 4,60 m in der Qualifikationsrunde aus. Im Oktober siegte sie mit neuem Spielerekord von 4,63 m bei den Asienspielen in Hangzhou. 2024 siegte sie mit 4,51 m zum dritten Mal bei den Hallenasienmeisterschaften in Teheran und anschließend wurde sie bei den Hallenweltmeisterschaften in Glasgow mit 4,40 m Elfte.
In den Jahren 2008, 2009, 2012 sowie 2014 und 2015 sowie 2018 und 2019 wurde Li chinesische Meisterin im Stabhochsprung. Sie ist mit dem chinesischen Stabhochspringer Yang Yansheng verheiratet. Sie absolvierte ein Studium an der Sport-Universität Peking und arbeitet dort auch als Sportcoach.

## Persönliche Bestleistungen
- Stabhochsprung: 4,72 m, 18. Mai 2019 in Shanghai (Asienrekord)
  - Stabhochsprung (Halle): 4,70 m, 19. Februar 2016 in Doha (Asienrekord)